# Montanhas Blue Ridge
As Montanhas Blue Ridge são uma subcordilheira dos Montes Apalaches, no leste dos Estados Unidos. A cordilheira estende-se entre Harpers Ferry, na Virgínia Ocidental, e o interior da Geórgia, passando através dos estados da Virgínia, Tennessee, Carolina do Sul e Carolina do Norte, havendo quem a prolongue até ao norte de Maryland e Pensilvânia.
Os cumes mais altos estão nas Montanhas Negras da Carolina do Norte, com altitude média entre 600 e 1200 m. Nesta cordilheira fica a panorâmica Arboleda Blue Ridge, estabelecida em 1936 e administrada pelo Serviço de Parques dos Estados Unidos
As montanhas Blue Ridge são assim chamadas devido à cor azulada que apresentam quando observadas de longe. As árvores aparentam ser azuis graças ao isopreno lançado na atmosfera, dando a cor distintiva à bruma característica desta cordilheira.
No interior do maciço há dois parques nacionais: o Parque Nacional de Shenandoah a norte e o Parque Nacional Great Smoky Mountains a sul. Os dois parques estão ligados pela Blue Ridge Parkway, uma rota turística de 755 km de comprimento e paralela a uma parte do Trilho dos Apalaches.

## Cumes principais
De norte para sul:

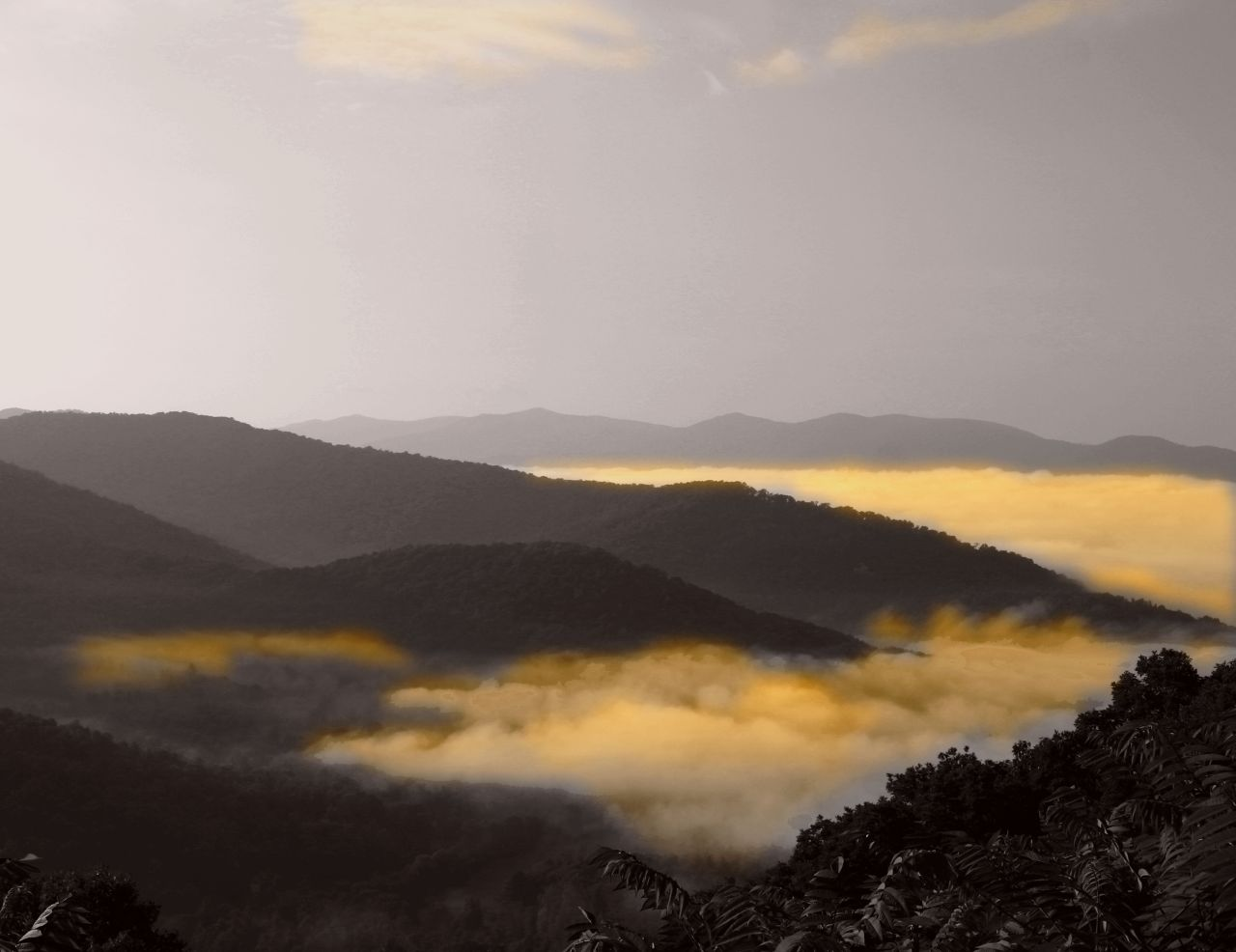
Blue Ridge Mountains na Carolina do Norte

- Monte South, Pensilvânia, Maryland
- Monte Catoctin, Maryland
- Peaks of Otter, Virgínia
- Monte Poor, Virgínia
- Monte Brushy, Virgínia
- Monte Grandfather, Carolina do Norte
- Monte Roan, Tennessee,  Carolina do Norte
- Montes Black, Carolina do Norte
- Monte Mitchell ,  Carolina do Norte, o mais alto da cordilheira
- Montes Great Balsam, Carolina do Norte
- Montes Great Smoky, Tennessee,  Carolina do Norte
- Monte Standing Indian,  Carolina do Norte
- Unicoi Range, Tennessee,  Carolina do Norte, Geórgia
- Brasstown Bald, Geórgia